# Peugeot 505
Peugeot 505 — автомобиль французской компании Peugeot, пришедший на замену Peugeot 504 в мае 1979 года. 

## Производство
Перед Peugeot 505 стояла трудная задача, поскольку 504 является одной из самых успешных моделей Peugeot. Дизайн автомобиля разрабатывали совместно Pininfarina и департамент Peugeot Design. Автомобиль продолжил развитие дизайна 504-го. После прекращения производства в Европе производство модели для внутреннего китайского рынка до 1997 года осуществляла китайская компания Guangzhou Peugeot Automobile Company под названием Guangzhou Peugeot GP 7202.
Всего за период с 1979 по 1999 год было произведено 1 351 254.